# Almannai Fischer Architekt*innen
Almannai Fischer Architekt*innen ist ein deutsches Architekturbüro, das 2016 von Reem Almannai und Florian Fischer-Almannai in München gegründet wurde.

## Partner
Reem Almannai (* 1979 in Muharraq, Bahrain) studierte bis 2006 Architektur an der ETH Zürich und praktizierte zwischen 2002 und 2003 bei Cino Zucchi in Mailand und 2005 bei Hermann Czech in Wien. Nach ihrem Diplom bei Hans Kollhoff arbeitete sie von 2007 bis 2008 bei Suzanne Senti in Basel und von 2008 bis 2010 bei Diener & Diener in Basel und gründete 2011 ein eigenes Architekturbüro in München. Almannai lehrte bei Florian Nagler an der TU München (2010–13), bei Adam Caruso an der ETH Zürich (2015–19), an der Universität Antwerpen (2014, 2015), als Vertretungsprofessorin jeweils gemeinsam mit Florian Fischer-Almannai an der Universität Kassel (2018–19) und der TU München (2020–21). Sie ist CoGründerin der 2015 gegründeten Münchner Wohnungsbaugenossenschaft Kooperative Grossstadt.
Florian Fischer-Almannai (* 14. Juni 1977 in Landshut) studierte bis 2004 Architektur an der TU München und der ETSA Madrid und arbeitete anschließend bis 2006 bei Ingrid Amann und Wolfram Wöhr in München. Zwischen 2006 und 2010 arbeitete er mit Katharina Leuschner, zwischen 2010 und 2016 mit Sebastian Multerer und seit 2014 mit Reem Almannai zusammen. Fischer-Almannai lehrte bei Dietrich Fink an der TU München (2007–13), an der Hochschule Luzern (2014–15), an der Universität Antwerpen (2014, 2015), als Vertretungsprofessor jeweils gemeinsam mit Reem Almannai an der Universität Kassel (2018–19) und der TU München (2020–21). Seit 2022 ist er Professor für Wohnbau und Grundlagen des Entwerfens an der RWTH Aachen. Er ist CoGründer der 2015 gegründeten Münchner Wohnungsbaugenossenschaft Kooperative Grossstadt.

## Bauwerke
Bauwerke von Almannai Fischer Architekt*innen wurden von Sebastian Schels und Simon Burko fotografiert.
- 2013–2016: Turnhalle, Haiming mit Harald Fuchshuber[6][7][8][9][10]
- 2015–2017: Haus Müller, München-Solln mit Germar Hansmair
- 2015–2018: Haus, Pleiskirchen
- 2014–2019: Stadthaus, Berlin-Friedrichswerder
- 2015–2020: Mehrfamilienhaus, Goldern[11]
- 2016–2020: Erweiterung Kindergarten, Mehring mit Harald Fuchshuber
- 2017–2020: Mehrfamilienhaus, Altötting mit Harald Fuchshube

## Auszeichnungen und Preise
- 2010: Weissenhof Architekturförderpreis für Florian Fischer-Almannai
- 2017: Deutscher Holzbaupreis für Turnhalle, Haiming[12]
- 2018: Shortlist – DAM Preis für Turnhalle, Haiming[13][14]

## Bücher
- Florian Fischer-Almannai, Markus Wassmer und Ueli Zbinden (Hg.): Wechselseitig. Zu Architektur und Technik. Technische Universität München, München 2006[15]
- Florian Fischer-Almannai, Dietrich Fink, Hannelore Deubzer und Maximilian Rimmel (Hg.): Campus. München 2008
- Florian Fischer-Almannai und Sebastian Multerer (Hg.): Geschriebene Häuser, Szenen Dreier Häuser, Konglomerate Häuser. Technische Universität München, München 2011, 2012, 2013[16]
- Florian Fischer-Almannai, Dietrich Fink und Sebastian Ballauf (Hrsg.): Im Herzen der Stadt – Stachus München. Franz Schiermeier Verlag, München 2013
- Florian Fischer-Almannai und Marius Stadler (Hg.): 25 Buildings of Chicago. Technische Universität München, München 2013[17]
- Reem Almannai, Lehrstuhl für Entwerfen und Konstruieren der Technischen Universität München (Hg.): Josef Wiedemann: Die Wirkung der Dinge. Wasmuth Verlag, Tübingen 2014[18]